# Női 800 méteres gyorsúszás a 2017-es úszó-világbajnokságon
A 2017-es úszó-világbajnokságon a női 800 méteres gyorsúszás versenyszámának döntőjét Budapesten rendezték, a Duna Arénában. A győztes Katie Ledecky lett, míg Kapás Boglárka az ötödik helyet szerezte meg.